# Cadeo
Cadeo är en ort och kommun i provinsen Piacenza i regionen Emilia-Romagna i Italien. Kommunen hade 5 982 invånare (2022).